# Maurice Level
Pour les articles homonymes, voir Level.
Maurice Level, né le 29 août 1875 à Vendôme et mort le 14 avril 1926 à Rueil, est un écrivain, journaliste et dramaturge français.

## Biographie
Né Maurice Paul Loewel, cousin de Marcel Schwob (leurs mères sont les deux sœurs du romancier Léon Cahun), Maurice Level fait des études de médecine, mais préfère devenir journaliste au Journal (1901-1906, 1909-1921), au Monde illustré (1906-1913), à la Vie parisienne (1917-1922) et au Matin (1908-1910, 1921-1924).
Il épouse Jeanne Maréteux (sœur de la comédienne Gabrielle Rosny et belle-sœur du comédien Georges Desmoulins) le 3 février 1917. Son beau-père Édouard Rosny (Maréteux), artiste dramatique et peintre, a fait un portrait de Maurice Level en 1920.
Il ne faut pas confondre Maurice Paul Level avec plusieurs homonymes parmi ses contemporains  : le poète Maurice-Level (avec un tiret), récompensé par un prix de poésie en 1917, le journaliste Maurice Lucien Level (né en 1874, actif de 1900 à 1914, collaborateur du quotidien Le Siècle en 1900-1901, auteur d'articles et de livres pédagogiques et sur les congrégations, chevalier de la Légion d'honneur en 1925), l'industriel et collectionneur d'art moderne Maurice Level (frère d'André, de Jacques et d'Emile), qui sera déporté à Drancy en 1943.
Bien qu'il aborde pendant sa carrière à peu près tous les genres littéraires en vogue, il se spécialise dans le roman policier, le fantastique et la littérature d'épouvante. Il donne des romans, dont les plus connus sont Lady Harrington et La Cité des voleurs, et de très nombreux contes et nouvelles, parus notamment dans Je sais tout, qui sont souvent adaptés en leur temps au Grand-Guignol.
Dans son « premier grand roman policier L'Épouvante (1908), il adopte un ton résolument moderne : le journaliste Onésime Coche, par goût du risque et par plaisir intellectuel, endosse la paternité d'un crime crapuleux, avec le risque de devenir la victime de son propre stratagème ».
Comme dramaturge, il est connu pour La Malle sanglante, pièce créée au Grand Guignol, en 1918, sous le titre Le Crime, qui exploite un célèbre fait divers, « La Malle à Gouffé », Mais Level est surtout célèbre pour Le Baiser dans la nuit, son chef-d'œuvre, rejoué dans le monde entier depuis sa réédition dans l'anthologie d'Agnès Pierron Le Grand Guignol (Laffont, 1995). Cette pièce, prototype du drame d'épouvante de ce théâtre disparu en 1962, avait déjà connu d'importants succès en France et à l'étranger de 1912 à 1938, ayant été jouée aux États-Unis en 1913-1914 (The Kiss in the Dark), à Londres en français en 1915 (au profit de la Croix-Rouge !), au Brésil en 1915, au Québec en 1916, à Paris en 1918, 1922, 1930, 1938, à Bruxelles en 1921, etc., est adaptée en anglais à Londres par Frederick Witney en 1945 (The Last Kiss). Elle est de nouveau adaptée en anglais en 1999 par Richard Hand et Michael Wilson (The Final Kiss), professeurs d'art dramatiques à Edimbourg. Toutes les jeunes compagnies théâtrales de langue anglaise se font un devoir de l'adapter lors des programmations du répertoire du Grand Guignol, notamment à l'occasion d'Halloween, en Grande-Bretagne, États-Unis, Pays-Bas ou Australie. La pièce a été traduite et jouée au Brésil (2008, 2015), au Mexique (2015) et régulièrement en France. Elle a été traduite en japonais en 2010. Le régisseur de théâtre britannique Stewart Pringle a étudié son histoire, son mécanisme scénique et narratif, sa diffusion et ses adaptations modernes dans un article paru en ligne en 2010 et traduit dans le numéro spécial Maurice Level de la revue Le Rocambole.
Les critiques modernes considèrent Level comme l'héritier de Villiers de l'Isle-Adam et du symbolisme, voire de Maupassant par certains aspects, et d'Edgar Poe. Son innovation fut de ne pas chercher à créer la peur et l'angoisse par les vieilles méthodes, mais par les photographies, la médecine, les faits divers, dans des décors modernes.
Traduit en anglais avec succès à partir de 1903 dans les journaux américains, son contemporain Howard Phillips Lovecraft le juge très favorablement en 1927. La parution de son recueil Crises, Tales of Mystery and Horror (1920) à Londres et New York, traduit par Alys Eyre Macklin, lui a assuré une renommée en langue anglaise qui persiste jusqu'à nos jours, notamment pour ses traductions dans la revue Weird Tales.
Ce recueil ayant été adapté au Japon en 1928 sous le titre Yodori (夜鳥 = Les Oiseaux de nuit, réédité en 2003 à Tokyo), a eu une influence non négligeable sur la création du roman policier moderne dans ce pays dans les années 1920, notamment par l'intermédiaire d'Edogawa Ranpo qui en fut un admirateur.
Ce recueil a été réédité à l'identique en anglais et en version française par Les Moutons électriques en 2017 et 2018. La version française intitulée Contes de mystère et d'horreur est augmentée d'une longue postface sur la traductrice Alys Eyre Macklin (1875-1929), admiratrice de la littérature française et agent littéraire de Maurice Level pour les pays de langue anglaise. Compilation originale de 26 contes choisis par Macklin, augmentée de dix autres contes peu connus ayant été traduits en anglais, cette version française est le premier volume d'un triptyque ayant comme titre générique Crises, et réunissant en langue française tous les contes de Level ayant été traduits en anglais (plus de 70). Elle est publiée en un volume relié, sous une jaquette à damier vert et crème, reprenant en facsimilé le motif de celle de l'édition américaine de 1920, et enrichie de 8 illustrations provenant de magazines anglais et américains (Hearst's Magazine et Pan), ayant publié des traductions de Maurice Level.

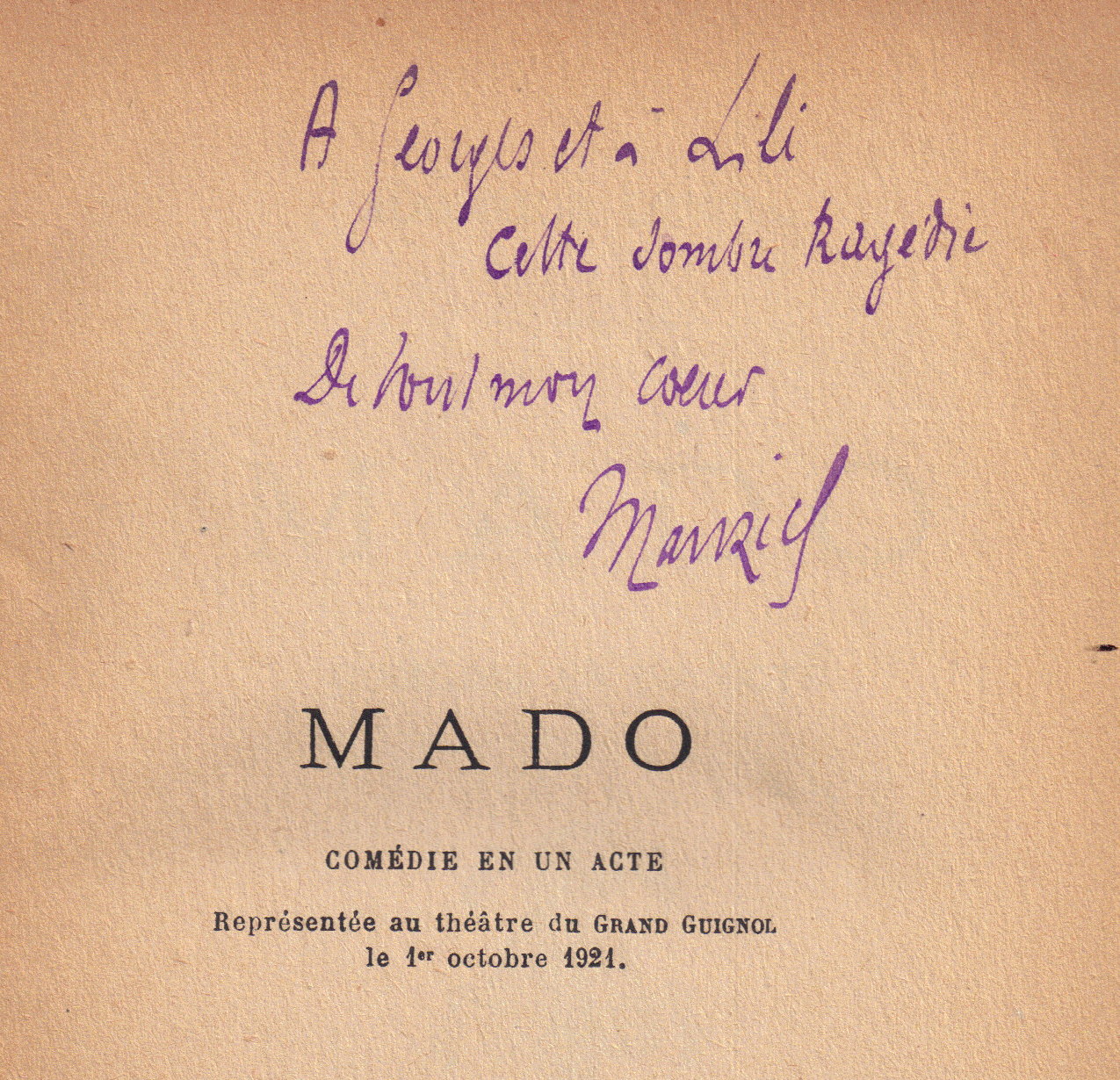
Dédicace de Maurice Level sur son livre Mado faite à la sœur de sa femme, la comédienne Gabrielle Rosny et au mari de cette dernière, le comédien Georges Desmoulins.

## Œuvres

### Romans
- L’Épouvante (1908)
- Vivre pour la patrie (1917)
- L'Alouette (1918)
- Le Manteau d'Arlequin (1919)
- Barrabas, Grand roman-cinéma en douze épisodes (1920, avec Louis Feuillade, d'après son scénario)
- L'Ombre (1921)
- Le Crime (1921)
- Lady Harrington (1921)
- L'Île sans nom (1922)
- L'Âme de minuit (1923 en feuilleton dans Le Matin, première édition en volume en 2017)
- La Cité des voleurs (1923)
- L'Énigme de Bellavista (1928)
- Le Marchand de secrets (1928), suite et fin du précédent, ouvrage achevé par Jean Prudhomme

### Recueils de nouvelles
- Les Portes de l'Enfer (1910) 26 contes
- Les Oiseaux de nuit (1913) 30 contes
- Mado ou les mille joies du ménage (1914) recueil de 82 saynètes parues dans le quotidien Le Journal
- Contes de l'heure présente (1914) avec Charles Robert-Dumas (recueil pédagogique pour apprendre le français, publié en Grande-Bretagne et en Allemagne)
- Mado ou La Guerre à Paris (1919) recueil de 76 saynètes parues dans le quotidien Le Journal
- Les Morts étranges (1921) recueil de trois nouvelles, La Petite Maison de la Rue des Remparts (1912), Laquelle ? (1906) et Le Crime (1921)
- Au pays du Tendre (1921) recueil de saynètes
- Mado ou les mille joies du ménage (Baudinière, 1925) recueil de 52 saynètes parues dans la presse (contenu entièrement différent de celui de 1914)
- La Malle sanglante (1977) réédition partielle de Les Morts étranges (deux nouvelles sur trois : Le Crime, retitré La Malle sanglante, et Laquelle ?)
- La Peur (2017)
- Contes du Matin 1921-1924, sous la direction littéraire de Colette, recueil des 164 contes parus dans la rubrique "Les Mille et un Matins" du journal Le Matin.
- Un maniaque et autres contes de l'Auto, 1904-1910, recueil de 40 contes parus dans le quotidien L’Auto, avec dossier documentaire sur le Looping the loop et autres cascades à bicyclette 1902-1907.
- Contes de guerre 1914-1922, recueil de 65 contes avec préface "Rhétorique du conte de guerre"
- Contes de mystère et d'horreur (Crises, volume 1) (2018)
- Contes d’anticipation (2018)
- Mado, l'intégrale, 1912-1922 (2021) Recueil des 268 saynètes et une pièce parues dans Le Journal, La Vie parisienne, Excelsior, Le Petit Journal, Femina, etc., avec documents et bibliographies.

### Nouvelles isolées
- « Le Siècle de la vitesse » (1907)
- « Le Beau voyage » (1910)
- « L'Aventure de M. Malouin » (1913)
- « La Mule bleue » (1921)
- « Vieilles Filles » (1922)

### Théâtre
- Lady Madeline (1908), d'après Edgar Poe, avec J. Joseph-Renaud
- Sous la lumière rouge (1911) [co-auteur Étienne Rey]lire en ligne sur Gallica
- Les Complices (1912), d'après un conte paru en 1902.
- Les Tout-Petits (1912)
- Le Baiser dans la nuit (1912)
- Le Gosse (1913), en collaboration avec Jean-José Frappa, d'après le conte "Le Bâtard"
- Taïaut (1917), d'après le conte "Le Chenil" (1906)
- Le Crime (1918), devenu La Malle sanglante (1932)
- Le Sorcier (1920)
- Mado (1922), adaptation originale d'après les saynètes de ce personnage

### Traductions
Les contes, nouvelles et romans de Maurice Level sont traduits dans les magazines et journaux de nombreux pays et en de nombreuses langues. La première traduction d'un de ses contes est espagnole, dès 1901. Viennent ensuite des parutions dans les principales langues européennes (allemand, italien, suédois, néerlandais, roumain, grec, etc.). Les traductions de contes en anglais débutent en 1903 dans la presse aux États-Unis.
En librairie, la première version étrangère est celle du roman L'Épouvante en langue anglaise en 1909, sous le titre The Grip of Fear.
Actuellement, des éditions imprimées de ses contes ou romans sont disponibles en langue anglaise (aux États-Unis), japonaise, et récemment en grec (2018, choix et traduction Eleni Riga). En italien a été produite en 2017 une édition diffusée sous forme numérique (Kindle) de son recueil Les Portes de l'enfer.

### Filmographie
- Izdırap (Angoisse) (1919), réalisation Muhsin Ertuğrul, coproduction germano-turque de la Stamboul Film G.m.b.H., Berlin (titre allemand : Samson, sein eigener Mörder[6]), d'après L'Épouvante (1908)
- Barrabas (1920), sérial en douze épisodes, réal. Louis Feuillade, avec Gaston Michel (Strelitz), Fernand Herrmann, Édouard Mathé, Georges Biscot. Fiche IMDb[7]
- L'Île sans nom (1922)
- Lady Harrington (1926)
- Roadhouse Murder (1932), film RKO de J. Walter Ruben, adaptation de la pièce hongroise de Lászlo Bus-Fekete A sánta kutya (1928), d'après L'Épouvante (1908)
- À minuit, le 7 (1936), réal. Maurice de Canonge, d'après L'Épouvante (1908)
- Dernière Heure, édition spéciale (1949), réal. Maurice de Canonge, avec Paul Meurisse, d'après L'Épouvante (1908)

## Sources
(octobre 2023).
 : document utilisé comme source pour la rédaction de cet article.
- Claude Mesplède (dir.), Dictionnaire des littératures policières, vol. 2 : J - Z, Nantes, Joseph K, coll. « Temps noir », 2007, 1086 p. (ISBN 978-2-910-68645-1, OCLC 315873361), p. 198.
- Daniel Compère (dir.), Dictionnaire du roman populaire francophone, Paris, Nouveau monde éditions, 2007, 490 p.  (ISBN 978-2-84736-269-5), p. 254.
- Jean-Luc Buard, "Maurice Level, du "Maître de la peur" au conteur de la guerre", Le Rocambole n°71-72, juin 2015, p. 145-186  (ISBN 978-2-912349-62-0), avec une lettre inédite de Maurice Level à Georges Pioch et huit contes de guerre choisis et commentés, p. 329-351.
- Jean-Luc Buard, "Maurice Level dans Weird Tales, une "destinée américaine"", Le Visage vert n°27, juin 2016, p. 117-128  (ISBN 978-2-918061-35-9), avec quatre contes parus dans Weird Tales et Mystery ("La Nuit et le Silence", "L'Infirme", "Le Regard", "Préméditation") et bio-bibliographie.
- Jean-Luc Buard (dir.), Le Rocambole n°81, Le Mystère Maurice Level, Amiens, Association des Amis du Roman Populaire, déc. 2017, 176 p.  (ISBN 978-2-912349-69-9) Sommaire : Maurice Level le revenant (Jean-Luc Buard). Maurice Level conteur : un héritier du réalisme ? (Noëlle Benhamou). Suspense et épouvante chez Maurice Level (Daniel Compère). Médecins et malades dans l’œuvre de Maurice Level (Philippe Gontier). Maurice Level traduit en espagnol (ses contes de 1901 à 1914) (Concepción Palacios Bernal). En auscultant Le Baiser dans la nuit (Stewart Pringle). Maurice Level au cinéma et à la télévision (Jacques Baudou). Maurice Level adapté en Turquie en 1919 (Kevin Gürül). Maurice Level en Italie (Roberto Pirani & Jean-Luc Buard). Maurice Level au Japon (Sato Kaishido). Chronologie de Maurice Level (Jean-Luc Buard). Avec quatre contes retrouvés, "Complices" (1902), "Portraits" (1905), "Le Baiser dans la nuit" (1912 - et dont la dernière réédition française connue remonte à 1934), "Le Voyageur" (1917).